# Lithostege fissurata
Lithostege fissurata is een vlinder uit de familie spanners (Geometridae). De wetenschappelijke naam is voor het eerst geldig gepubliceerd in 1888 door Mabille.
De soort komt voor in Europa.